# 395 Delia
A 395 Delia (ideiglenes jelöléssel 1894 BK) a Naprendszer kisbolygóövében található aszteroida. Auguste Charlois fedezte fel 1894. november 30-án.